# Milino Selo
Milino Selo är en ort i Bosnien och Hercegovina.   Den ligger i entiteten Federationen Bosnien och Hercegovina, i den centrala delen av landet, 80 km norr om huvudstaden Sarajevo. Milino Selo ligger 275 meter över havet och antalet invånare är 340.
Terrängen runt Milino Selo är kuperad västerut, men österut är den platt. Runt Milino Selo är det ganska tätbefolkat, med 93 invånare per kvadratkilometer.. Närmaste större samhälle är Tuzla, 19,8 km öster om Milino Selo. 
I omgivningarna runt Milino Selo växer i huvudsak blandskog.